# Камполијето
Камполијето (итал. Campolieto) је насеље у Италији у округу Кампобасо, региону Молизе.
Према процени из 2011. у насељу је живело 629 становника. Насеље се налази на надморској висини од 730 м.

## Становништво
| 1936. | 1951. | 1961. | 1971. | 1981. | 1991. | 2001. | 2011. |
| ----- | ----- | ----- | ----- | ----- | ----- | ----- | ----- |
| 2.241 | 2.330 | 2.002 | 1.453 | 1.278 | 1.167 | 1.062 | 938   |